# Pedro Alfaro Gutiérrez
Pedro Alfaro Gutiérrez (Málaga, 1881-Málaga, 1924) fue un periodista español.

## Biografía
Habría nacido en 1881 en Málaga. Comenzó sus estudios en el colegio de José Martín Ramos y cursó la carrera de Derecho en la Universidad de Granada.Se dedicó por completo al periodismo desde 1908, año en que ingresó en La Unión Mercantil, publicación periódica de la que llegó a ejercer como director desde 1917.Falleció el 17o 18 de abril de 1924en Málaga.Entre sus obras se encontraron títulos como Crónica del viaje del rey al pantano del Chorro (1922).